# Logilvia
Logilvia is een monotypisch geslacht van korstmossen behorend tot de familie Byssolomataceae. Het bevat alleen de soort Logilvia gilva.